# Епуряну, Манолаке Костаке
Манолаке Костаке Епуряну (рум. Manolache Costache Epureanu; 22 августа 1823, Бырлад — 7 сентября 1884, Висбаден) — румынский политический деятель.

## Биография
Манолаке Костаке Епуряну учился в университете Гёттингена.
В 1857 году действовал в пользу политического объединения обоих дунайских княжеств, а в 1859 году — в пользу избрания Александру Иоана Кузы князем Молдавии.
В 1866 году он был президентом национального собрания, провозгласившего князем объединённой Румынии короля Кароля I.
Принадлежа сначала к боярской партии, Епуряну с помощью молодых сил старался преобразовать её в младо-консервативную партию, которая соответствовала бы обстоятельствами времени.
В 1870 году он стал министром-президентом, но в том же году выраженное ему палатой депутатов недоверие по поводу струсберговских железнодорожных предприятий заставило его выйти в отставку.
В 1872 году он был членом кабинета Ласкэра Катаржиу, но в 1873 году вышел из него, чтобы в союзе к национал-либералами (так называемая коалиция Мазар-паши), положить конец правлению боярской партии.
В 1876 году Епуряну несколько месяцев был министром-президентом либерального министерства Иона Брэтиану.

## Интересные факты
- На карикатурах и шаржах того времени Епуряну часто изображали в виде антропоморфного зайца, так как фамилия Епуряну похожа на румынское слово iepure — заяц (ср. лат. lepus фр. lievre, итал. lepre).